# Satrapenaufstand
Der von Diodor überlieferte Satrapenaufstand bezeichnet den Aufstand zahlreicher kleinasiatischer Satrapen gegen Artaxerxes II. 366–360 v. Chr. Unterstützt wurden sie durch den ägyptischen König Tachos und die Spartaner. Die Unruhen griffen auf Syrien und Phönizien über.
Die Forschung streitet über das Ausmaß und die Bedeutung des Aufstandes. Schon die Frage, ob es sich tatsächlich um eine einzige große Erhebung gehandelt hat, wie Diodor im Abstand von 300 Jahren behauptete, ist ungeklärt. Man kann ihn in mehrere einzelne Aufstände unterteilen, bei denen in Wahrheit unklar ist, ob diese miteinander zusammenhingen, und zwar in die Erhebung des Datames mit Zentrum in Kappadokien, die Rebellion des Ariobarzanes im hellespontischen Phrygien, welcher durch Sparta und Athen unterstützt wurde, die Unruhen unter Beteiligung von Orontes I. (Zug nach Syrien), Datames (Querung des Euphrats) und Tachos (Zug mit Unterstützung von Agesilaos II. und Chabrias nach Phönizien).
Diodor schreibt zu diesem Aufstand, dass 362/1 v. Chr. die Bewohner der kleinasiatischen Küste zu revoltieren begonnen, und auch die persischen Satrapen erhoben sich gegen Artaxerxes. Zur selben Zeit habe sich auch der ägyptische König Tachos entschlossen, gegen die Perser zu kämpfen, und dieser konnte laut Diodor auch die Lakedaimonier überzeugen, sich ihm anzuschließen. Artaxerxes bereitete sich angeblich längere Zeit auf den Kampf vor, denn er musste sowohl gegen den ägyptischen König, die griechischen Städte Kleinasiens, die Lakedaimonier und deren Verbündete als auch gegen die Satrapen, welche die Küstengebiete verwalteten und beschlossen hatten, mit den Feinden des Perserkönigs gemeinsame Sache zu machen, kämpfen. Die hervorragendsten der Satrapen waren demnach Ariobarzanes, der Satrap von Phrygien, Maussolos von Karien, Orontes von Mysien und Autophradates von Lydien. Diejenigen Satrapen, die gegen Artaxerxes revoltierten, wählten laut Diodor Orontes als ihren Feldherrn. Dieser brach allerdings angeblich das in ihn gesetzte Vertrauen, da er gehofft habe, er könnte der alleinige Satrap der gesamten Küstenregion werden, wenn er die Aufständischen dem Perserkönig auslieferte. Ein ähnlicher Verrat ereignete sich laut Diodor auch in Kappadokien: Artabazos II., der Feldherr des Königs, marschierte in Kappadokien ein, und Datames, der Satrap dieses Landes, stellte sich ihm entgegen. Datames’ Schwiegervater habe sich allerdings als Verräter erwiesen. Dennoch konnte Datames das feindliche Heer besiegen und steigerte sein Ansehen als Feldherr dadurch laut Diodor immens; und Artaxerxes ordnete daraufhin laut Diodor dessen Ermordung an. Insbesondere Michael Weiskopf hat dabei die These vertreten, Diodors Angaben seien vielfach falsch oder irreführend; mehrere der genannten Satrapen, vor allem Maussolos und Autophradates, hätten in Wahrheit nie gegen den Perserkönig rebelliert, und die Vorstellung eines Großen Satrapenaufstandes sei insgesamt ein „Mythos“. Anderen Forschern geht Weiskopfs Kritik allerdings zu weit.
Die Aufstände endeten jedenfalls damit, dass sich Orontes unterwarf, Datames ermordet wurde und Tachos um Gnade flehend zum Großkönig floh, nachdem er dem Kronprinzen Ochos unterlegen war und zudem eine Rebellion in Ägypten fürchtete. Als letzte Phase des Satrapenaufstandes kann man die Erhebung des Artabazos gegen Artaxerxes III. (ab 352) zählen. Die Aufstände sind wohl weniger als Zeichen einer grundsätzlichen Schwäche der persischen Zentralmacht zu werten, sondern mehr als Symptome vorübergehender regionaler Instabilität zu sehen, als wohl unabhängig voneinander und aus unterschiedlichen Gründen im Laufe von etwa 10 Jahren Unruhen und Revolten ausbrachen, die Diodor später zu einem einzigen großen Aufstand verwob. Für das Scheitern der Aufstände war Rivalitäten der Satrapen und im ägyptischen Herrscherhaus ebenso verantwortlich wie militärische und diplomatische Gegenmaßnahmen Artaxerxes’ II.